# تشيت كارليسلي
تشيت كارليسلي (2 نوفمبر 1916 في الولايات المتحدة - 3 أغسطس 1988 في الولايات المتحدة) (بالإنجليزية: Chet Carlisle)‏ هو لاعب كرة سلة أمريكي في مركز هجوم قوي الجسم. لعب مع California Golden Bears men's basketball ‏.

## وصلات خارجية
- تشيت كارليسلي على موقع إن بي أي (الإنجليزية)
- تشيت كارليسلي على موقع سبورتس رفرنس (الإنجليزية)
- تشيت كارليسلي على موقع ريلجم (الإنجليزية)
- تشيت كارليسلي على موقع بروبوليرز (الإنجليزية)